# Ганс Пфлюглер
Ганс Пфлюглер (нім. Hans Pflügler, нар. 27 березня 1960, Фрайзінг) — німецький футболіст, що грав на позиції захисника.
Виступав за «Баварію», з якою вигравав низку національних трофеїв, а також національну збірну Німеччини. У складі збірної — чемпіон світу.

## Клубна кар'єра
До 15 років грав у школах свого міста, поки на одному турнірі його не помітили представники «Баварії», куди він незабаром і перейшов. 1981 року Ганс був вперше заявлений за дорослу команду «Баварії». Дебютував у Бундеслізі 12 вересня 1981 року у виїзному матчі 6 туру проти брауншвейгського «Айнтрахта», що закінчився несподіваною поразкою мюнхенців з рахунком 1:3. На 56-й хвилині він замінив легенду німецького футболу Пауля Брайтнера.
Закріпитися в основі Пфлюглеру відразу не вдалося: протягом двех перших сезонів він сидів за спиною Ганса Вайнера, Бертрама Баєрлорцера і їх дублера Пауля Брайтнера. Але незабаром Брайтнер і Вайнер покинули команду, і Пфлюглер зміг стати гравцем основи, причому на довгий час. З ним «Баварія» п'ять разів вигравала чемпіон Німеччини, тричі вигравала Кубок та двічі Суперкубок Німеччини. Крім цього став з командою фіналістом Кубка європейських чемпіонів 1986/87, зігравши в тому числі в програному фіналі «Порту» (1:2).
Зігравши лише 14 матчів у сезоні 1991/92 Ганс вирішив, що йому слід піти і закінчив кар'єру. Але 1995 року, коли у «Баварії» через травми вибули відразу кілька захисників, тодішній тренер Джованні Трапаттоні попросив Пфлюглера, який досі тренувався з другою командою, допомогти команді і вийти на один матч. 8 квітня 1995 року відбулося повернення Пфлюглера у головну команду «Баварії» у матчі проти «Кайзерслаутерна», що закінчився внічию 1:1. Гансі пров на полі весь матч і встиг заробити жовту картку. Цей матч став останнім для гравця на найвищому рівні. Всього за «Баварію» він провів 277 матчів (36 голів) у Бундеслізі, 34 матчі (3 голи) у Кубку Німеччини, 57 матчів (7 голів) у єврокубках і 4 гри у Суперкубку Німеччини.
Після цього грав в аматорських лігах за клуб «Айнтрахт» (Фрайзінг) з рідного міста, але в сезоні 2001/02 здивував всіх ще раз, заявившись у віці 42 років і зігравши майже у всіх матчах другої команди «Баварії», за яку в той час виступали такі майбутні зірки німецького футболу як Філіп Лам, Бастіан Швайнштайгер і Пйотр Троховскі. Після цього Пфлюглер повернувся в «Айнтрахт» (Фрайзінг), де і завершив виступи через кілька років.

## Виступи за збірну
25 березня 1987 року дебютував в офіційних іграх у складі національної збірної ФРН у виїзному товариському матчі з національною командою Ізраїлю, що завершився перемогою «бундестім» з рахунком 2:0. Пфлюглер вийшов з перших хвилин і провів на полі весь матч.
У складі збірної був учасником домашнього чемпіонату Європи 1988 року та чемпіонату світу 1990 року в Італії, здобувши того року титул чемпіона світу. В обох турнірах зіграв по одному матчу, причому матч 19 червня 1990 року на «мундіалі» в Мілані проти Колумбії (1:1) став його останнім за збірну.
Протягом кар'єри у національній команді, яка тривала 4 роки, провів у формі головної команди країни 11 матчів.

## Титули і досягнення
- Чемпіон ФРН (5):

«Баварія»: 1984/85, 1985/86, 1986/87, 1988/89, 1989/90
- Володар Кубка ФРН (3):

«Баварія»: 1981/82, 1983/84, 1985/86
- Володар Суперкубка ФРН (3):

«Баварія»: 1982, 1987, 1990
Збірні
- Чемпіон світу (1): 1990

## Особисте життя
Ще до своєї кар'єри в Бундеслізі, він в 1981 році розпочав навчання за спеціальністю інженерія, яке він з успіхом закінчив після семи років.
Він також є власником «Pension Pflügler» у своєму рідному місті Фрайзінг.